# Трилочанапала
Трилочанапала (*д/н —1022) — магараджа індійської держави Шахі у 1011—1022 роках, останній ражда, який чинив спротив мусульманам у Пенджабі.

## Життєпис
Походив з династії Шахі. Здобув знання у військовій та політичній науці ще за життя свого батька Анандапала. Після смерті останнього у 1011 році почав готуватися до реваншу проти Газневідів. перенісши столдицю до Лахора. У 1012 році останні спалили місто Тханесар (першу столиці Харши). У 1013 році Трилочанапала разом з військом Кашміру виступили проти Махмуда Газневіда. Вирішальна битва відбулася у місцині Пір-Панджал. Втім внаслідок відсутності взаємодії очільника кшмірського війська тунги з Трилочанапалом тюрки перемогли.
Після цього Шахі уклав новий мир з мусульманами, якого дотримувався до кінця життя. Тепер Трилочанапала зосередив сили на розширенні держави на схід. До 1020 року він зміг приєднати землі до північної частини Гангської долини. Втім у 1022 році його було вбито повсталими солдатами.